# My Stepdad's a Cop and My Stepmom's a Domme
 (septembre 2012).
Si vous disposez d'ouvrages ou d'articles de référence ou si vous connaissez des sites web de qualité traitant du thème abordé ici, merci de compléter l'article en donnant les références utiles à sa vérifiabilité et en les liant à la section « Notes et références ».
Singles de NOFX
13 Stitches
(2003) Ronnie and Mags
(2012)
My Stepdad's A Cop And My Stepmom's A Domme est un single publié par NOFX en 2012.
L'inspiration de Fat Mike sur ce morceau vient de sa propre histoire familiale. Dans cette chanson, il se met dans la peau de sa fille, dont la belle-mère (step-mom), donc la compagne de Mike, est une figure du milieu sado-maso californien (une dominatrice, 'domme') et dont le beau-père (stepdad) est policier. Le texte fait un parallèle ironique entre ces deux professions, l'uniforme, les bottes brillantes, les menottes etc.
Source : BBC1 Punk Rock Show, 21 février 2012.